# Odontomachus simillimus
Odontomachus simillimus är en myrart som beskrevs av Smith 1858. Odontomachus simillimus ingår i släktet Odontomachus och familjen myror. Inga underarter finns listade i Catalogue of Life.

## Bildgalleri

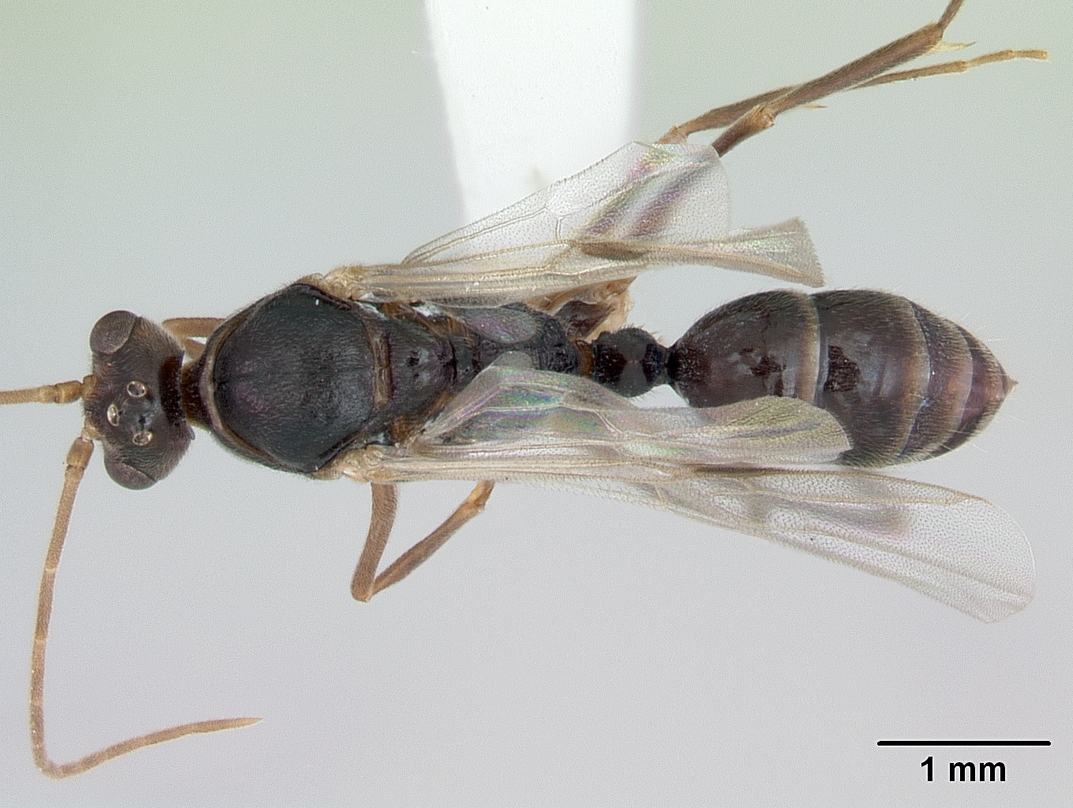
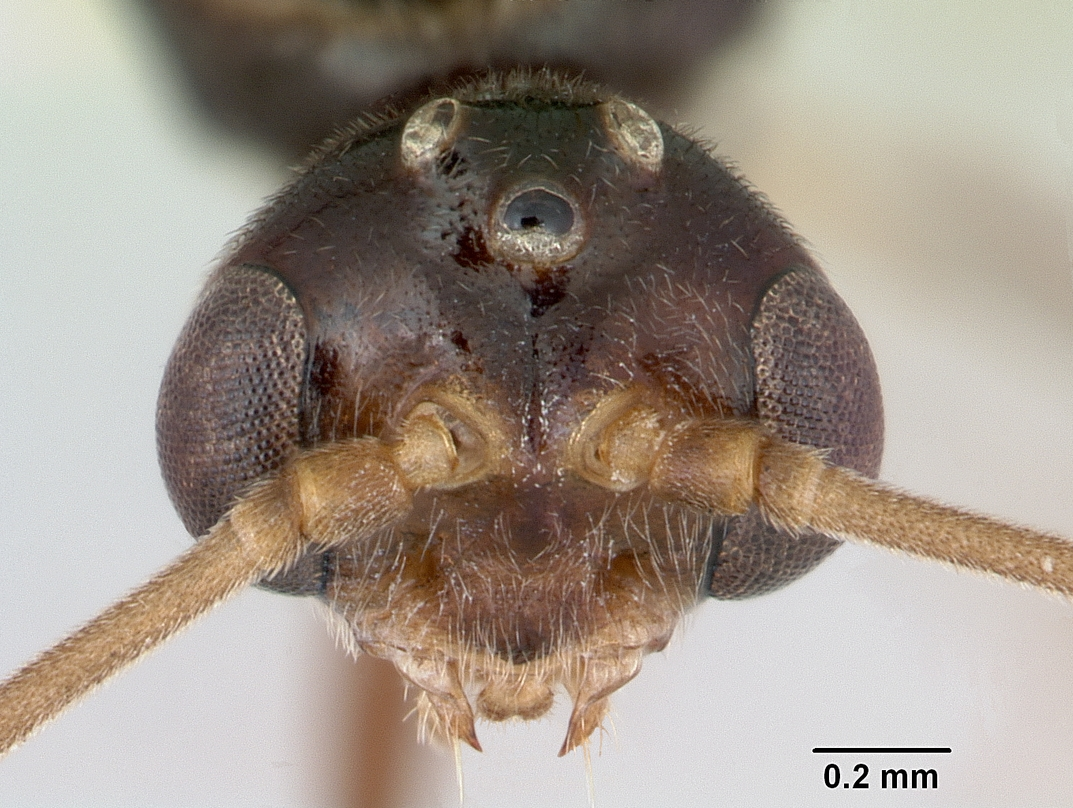
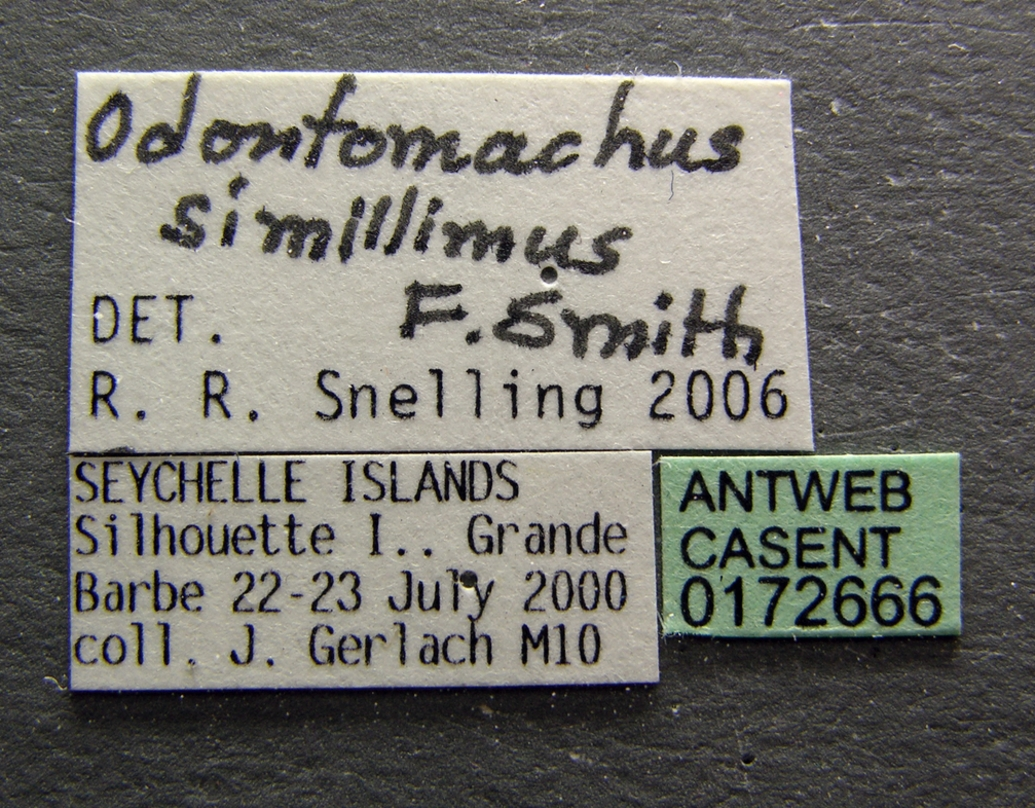
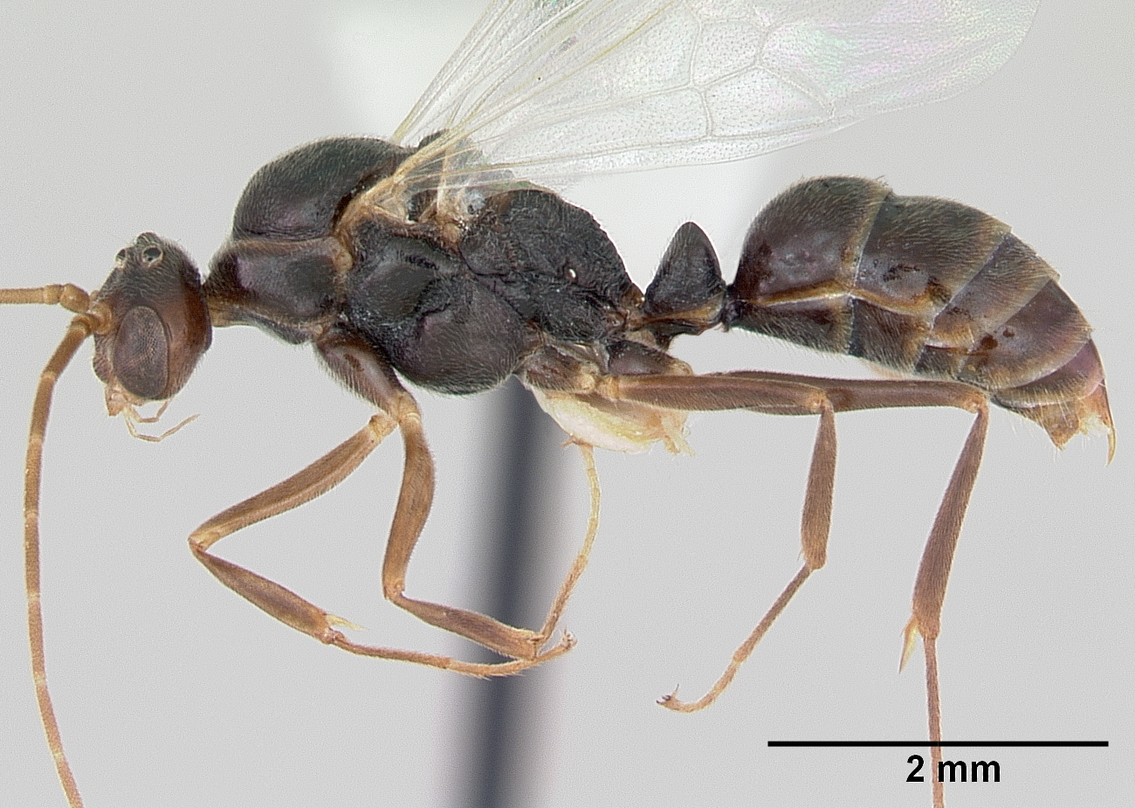
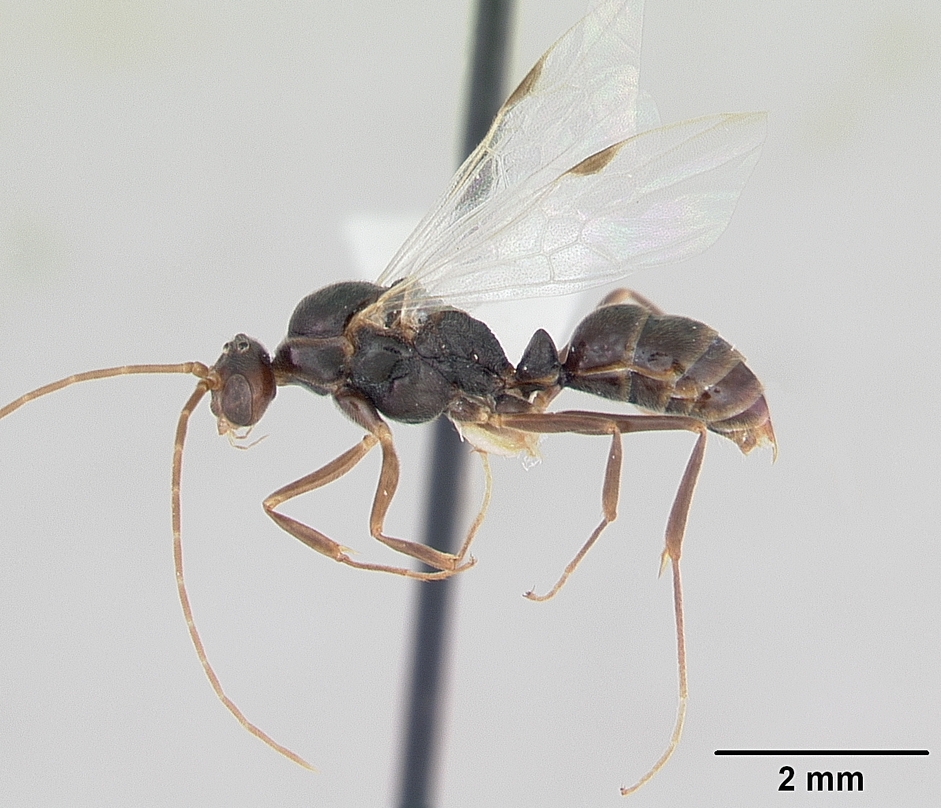
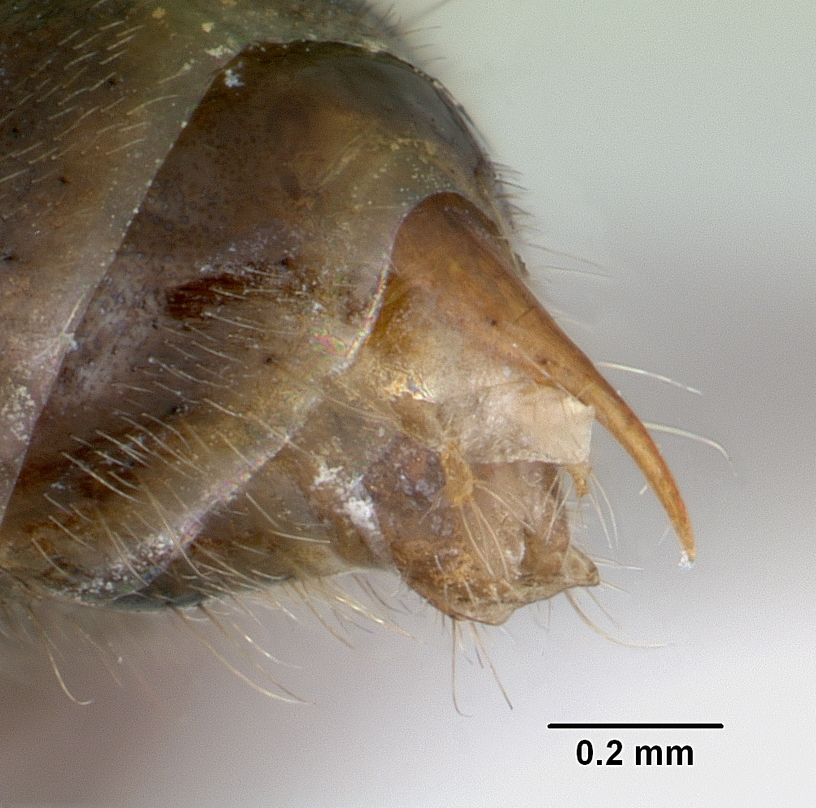